# Rama V

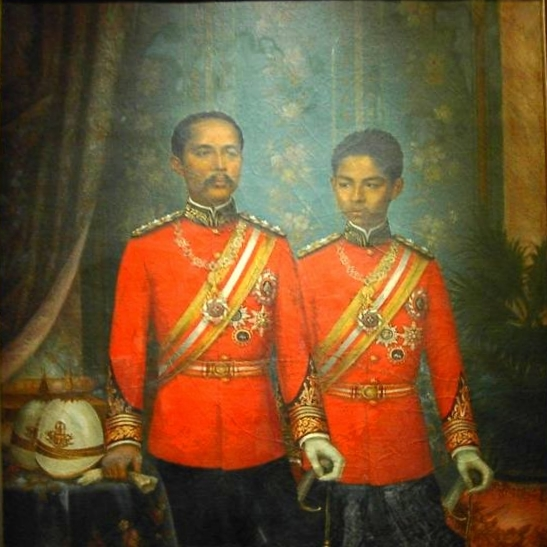
Rama V met naast hem zijn zoon, kroonprins Vajiravudh

Phra Chula Chomklao Chaoyuhua (Bangkok, 20 september 1853 - aldaar, 23 oktober 1910), beter bekend als Rama V of koning Chulalongkorn de Grote, was de vijfde koning (rama) van de Chakri-dynastie in Thailand. Hij regeerde van 1 oktober 1868 tot 23 oktober 1910. Gedurende zijn lange regeerperiode heeft hij veel veranderd in de Thaise samenleving. Hij wordt door de meeste Thais gezien als de beste koning die het land ooit gehad heeft en wordt net als zijn voorganger tot op de dag van vandaag vereerd.

## Jeugd
Phra Chula Chomklao Chaoyuhua werd geboren als zoon van koning Rama IV en koningin Debsirinda. Zijn vader wilde hem de best denkbare opleiding geven en haalde daarom, naast leraren van uit heel Thailand, ook Europese leraren zoals Anna Leonowens naar het hof. Op vijftienjarige leeftijd ging de prins (net als zijn vader vroeger) het klooster in. Op 1 oktober 1868, na het overlijden van zijn vader, volgde hij hem als koning op. Op dat moment was hij vijftien jaar en omdat hij te jong werd bevonden om te regeren werd minister Chao Praya Sri Suriyawongse de eerste vier jaar kralahome ofwel regent. Deze tijd gebruikte de jonge koning om naar westerse koloniën als Singapore, Nederlands Oost-Indië en Brits-Indië te reizen. Hiermee was hij de eerste Thaise koning die Thailand verliet.

## Koning
Op 16 november 1873 werd hij voor de tweede keer gekroond. Tijdens zijn reizen had Chulalongkorn veel geleerd over de Westerse opvattingen en het Westerse kolonialisme. Mede dankzij deze inzichten slaagde hij erin om Thailand onafhankelijk te houden, ook al moest hij daarvoor gebied afstaan aan de twee westerse grootmachten Frankrijk en Groot-Brittannië. Hij verloor Laos en delen van Cambodja aan de Franse Unie van Indochina; delen van Birma aan Brits-Indië; en delen van Maleisië aan de Britse heersers daar.

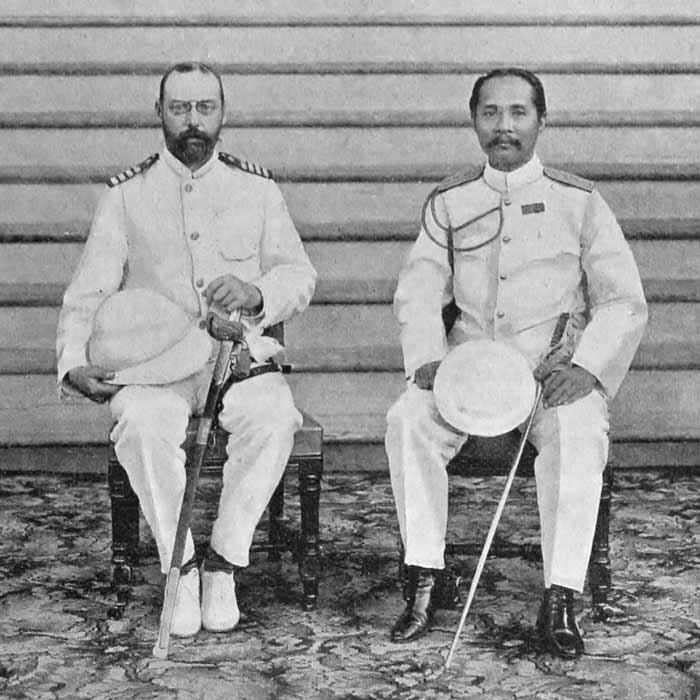
De koning ontvangt prins Waldemar van Denemarken in 1909.

Koning Chulalongkorn moderniseerde de regering: in 1892 vormde hij voor het eerst een kabinet, met twaalf ministers. Het oude systeem van vazalprinsen die de provincies regeerden werd vervangen door een modern systeem van provincies (Changwats) en districten (Amphoe). Hij schafte de slavernij af, die overigens in Thailand niet echt te vergelijken was met de slavernij in het westen. Ook werd onder zijn bewind de eerste Thaise spoorweg aangelegd, van Bangkok naar de oude hoofdstad Ayutthaya. Hij schafte de maankalender af en introduceerde de westerse kalender. Een modern systeem van munten en bankbiljetten werd onder zijn bewind geïntroduceerd. De koning maakte veel gebruik van buitenlanders om de Thais bij te staan.
Tijdens zijn bewind maakte koning Chulalongkorn twee reizen door Europa, in 1897 en 1907. Hij stuurde zijn zonen voor opleidingen naar Denemarken, Duitsland, Rusland en Groot-Brittannië.
Rama V was de grote hervormer van de door zijn voorganger ingestelde Thaise ridderorden. Hij stelde procedures en quota vast en bepaalde hoe de linten en versierselen er uit moesten zien. Met de door hem gestichte Orde van Chula Chom Klao hervormde hij de adelstand en bond hij de leden van de vroeger regerende families aan zijn hof.

## Opvolging
Koning Chulalongkorn stierf op 23 oktober 1910. Deze datum is ook nu nog een vrije dag, Chulalongkorndag. Zijn opvolger was zijn tweede zoon, prins Vajiravudh, die hem opvolgde onder de naam Rama VI.

## Na zijn dood
In 1917 werd een universiteit opgericht die zijn naam kreeg, de Chulalongkorn-universiteit. Samen met de Thammasat-universiteit is dit nog steeds de belangrijkste universiteit in Thailand. Na de dood van Chulalongkorn zijn er veel groepen geweest die hem vereerd hebben; ook hebben veel Thai's portretten of beelden in huis van de koning. Er wordt over het algemeen geloofd dat de koning zal terugkeren uit de dood en Thailand naar een tweede grote bloeiperiode zal leiden.

## Munten
Tijdens het bewind van Rama V werden voor het eerst jaartallen op de munten geplaatst. In het begin werd hiervoor uitgegaan van de Chula Sakarat-jaartelling. Later werd de Rattanakosin Sakarat-jaartelling gehanteerd. Aan het eind van Rama V's regeerperiode staan zijn regeringsjaren op de munten: 41, 42 en 43.